# 明日への追跡
『明日への追跡』（あすへのついせき）は、NHKのテレビドラマ。1976年5月10日から27日の毎週月〜木曜日、18:05〜18:25放送、全12話。『少年ドラマシリーズ』の一作である。

## 概要
光瀬龍の小説『明日への追跡』を原作に制作された。現存する1、9話、最終回がDVD化された。また、関係者より再放送全6回版の映像が発掘され、2015年現在、修復中である。

## ストーリー
中学生の落合基は、クラスメイトでガールフレンドの椿芙由子とのデート中、同じくクラスメイトの浦川礼子の家に侵入しようとしていた少年を発見する。しかし少年は、テレパシーで自分は泥棒ではないと主張し逃走する。そして次の日、驚いたことに、逃走した少年=竹下清治が、転校生として基のクラスに転入してきたのだ。だがなぜか、礼子は昨日の事件のことを誰にも話そうとしない。基は礼子と竹下の間に、何かがあると感じるのだった。そしてしばらくして、大事件が発生する。同じクラスの鈴木五郎と北島二郎が記憶喪失になってしまったのである。基はこの事件に、竹下が関係していると考えるのだが……。

## キャスト
- 落合基（もとい）：沢村正一 - 本編の主人公。
- 落合英之：滝田裕介 - 基の父。
- 落合明子：長内美那子 - 基の母。
- 椿芙由子（ふゆこ）：斎藤友子 - 基のクラスメイトでガールフレンド。
- 竹下清治：長谷川諭 - ミステリアスな雰囲気を持つ転校生。
- 浦川礼子：森田あけみ - 基のクラスメイト。

## 放送データ
- 原作：光瀬龍『明日への追跡』
- 脚本：山根優一郎
- 音楽：大野雄二
- 制作：萩原具佳
- 演出：花房實（#1-4、9-12）、上原正己（#5-8）

## 映像ソフト
- 2001年3月23日にアミューズソフトより『タイム・トラベラー』と併録された『NHK少年ドラマシリーズ 少年ドラマアンソロジーI』が発売された[1][2]。